# Гіта Уессекська
Гі́та Уе́ссекська (англ. Gytha of Wessex), або Гіда Гарольдсдоттір (давн-англ. Gȳð Haraldsdóttir, XI—XII ст.) — дружина великого князя Київського Володимира II Мономаха. Дочка останнього англосаксонського короля Англії Гарольда II і його дружини Едит «Лебединої Шиї».
Після загибелі батька в битві при Гастінгсі (1066) втекла до Фландрії, а згодом, за Саксоном Граматиком, разом з двома братами жила при дворі свого дядька — данського короля Свейна Естрідсена.
З 1074 року — дружина Володимира II Мономаха. Мати Мстислава I Великого. На думку деяких істориків, також була матір'ю Юрія Долгорукого.
Підтримувала зв'язок з монастирем св. Пантелеймона у Кельні, у його некролозі є запис про її смерть.

## Родина
Чоловік — Володимир Мономах (1053—1125), великий князь Київський, князь Чернігівський і Переяславський
Діти:
- Мстислав Великий (1076—1132) — великий князь київський з 1125
- Ізяслав Володимирович (†1096) — князь курський
- Святослав Володимирович (1079—1114) — князь смоленський та переяславський
- Роман Володимирович (1081—1119) — князь волинський (1118—1119)
- Ярополк Володимирович (1082—1139) — великий князь київський з 1132
- В'ячеслав Володимирович (1083—1154) — князь турівський, великий князь київський у 1139, 1150, 1151—1154
- Марія (Марина Мариця) Володимирівна (†1146/1147) — дружина претендента на престол Візантійської імперії Лжедіогена.[8]
- Євфимія Володимирівна (†1139) — у 1112 р. була видана за угорського короля Кальмана Книжника (бл. 1065—4.02.1114)
- Агафія Володимирівна — в 1116 р. видана за городенського князя Всеволодка Давидовича († 1141)